# توم داف
توم دوف أو توماس دوغلاس سالكيرك داف (بالإنجليزية: Tom Duff أو Thomas Douglas Selkirk Duff) هو مبرمج كندي، ولد في 8 ديسمبر 1952 بتورونتو (أونتاريو، كندا). ترعرع في تورونتو، أنهى دراسته في الرياضيات عام 1974 في جامعة واترلو، ثم واصل لمدة عامين دراسته في الرياضيات أيضا في جامعة تورونتو.

## مهنته
اشتغل توم دوف في معهد نيويورك للتكنولوجيا في مختبر الحاسوب والرسومات وأيضا لدى شركة مارك ويليامز في شيكاغو. فيما بعد اشتغل في شركة لوكاس فيلم في قسم الأبحاث والتطوير، يعمل دوف منذ عام 1996 لدى شركة بيكسار الأمريكية.
تحصل عام 1995 مع مجموعة أخرى على جائزة أكاديمية العلوم والهندسة لعمله في «تركيب الصور الرقمية».